# Caserne des Tourelles
La caserne des Tourelles est une ancienne caserne militaire située 133-161 boulevard Mortier dans le 20e arrondissement de Paris, qui fut un camp d'internement pendant la Seconde Guerre mondiale, puis le siège, appelé officiellement Centre administratif des Tourelles (CAT), de la Direction générale de la Sécurité extérieure, le service de renseignement extérieur de la France. En 1997, la DGSE reçoit la caserne de l'autre côté du boulevard, la caserne Mortier, pour étendre son siège.

## Origine du nom
Sa dénomination vient de la rue des Tourelles qui longe l'édifice. Cette rue est elle-même ainsi dénommée en raison de deux tourelles à pans coupés d'un pavillon autrefois situé dans le parc Saint-Fargeau. La caserne  construite à l'emplacement de ces deux édifices les fait disparaitre.

## Description
La caserne est composée de trois bâtiments. Elle est sise 133-161, boulevard Mortier - 30-42, rue des Tourelles.

## Historique

### Construction

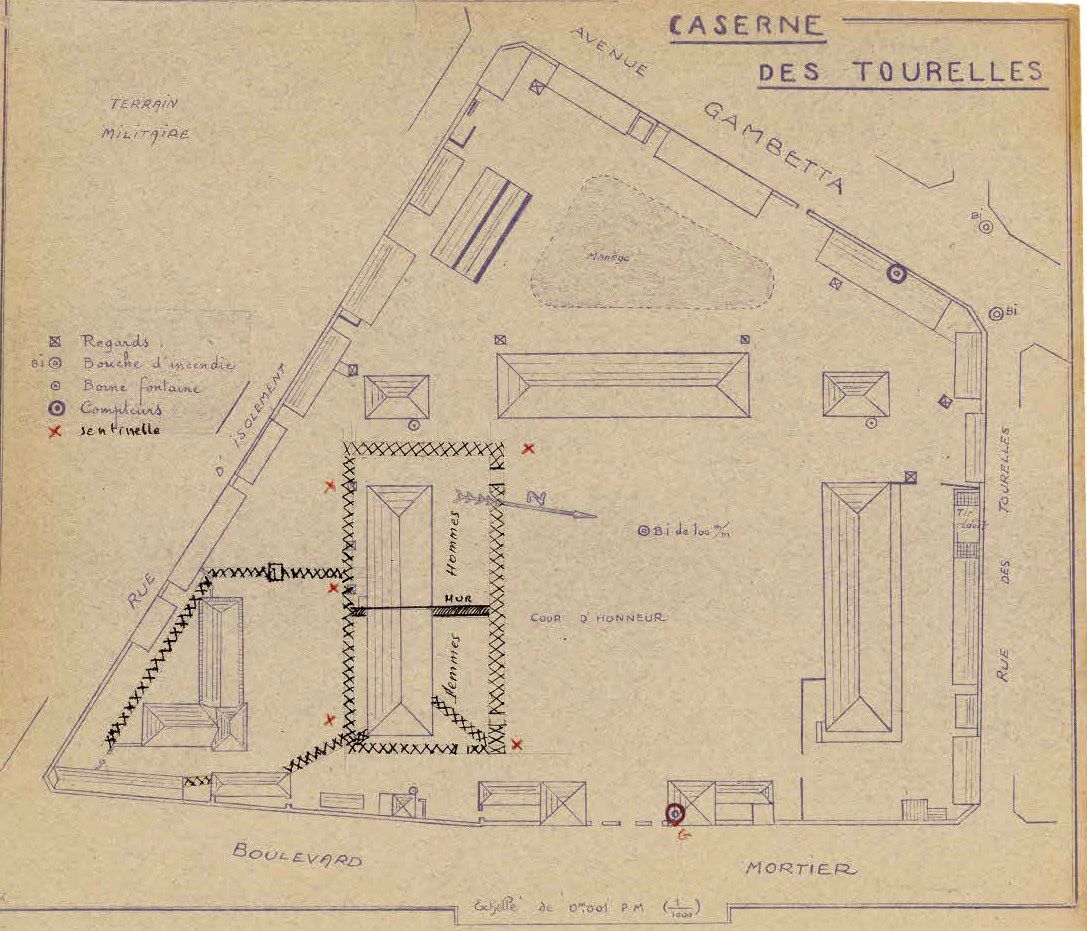
Plan de la caserne, Archives nationales.

La construction de la caserne des Tourelles est décidée par la loi du 18 mai 1878, pour remplacer les casernes de la Courtille, de Popincourt et de Penthièvre, qui étaient délabrées. La caserne est située sur une fraction du territoire de l'ancien parc du château de Ménilmontant ou « parc de Saint-Fargeau » autour d'une petite butte qui était l'un des trois points culminants de Paris avec la butte Montmartre et la rue du Télégraphe.
Elle est inaugurée le 4 octobre 1881 pour accueillir trois bataillons du 104e régiment d'infanterie de ligne venant du Mans.
En 1910, la dégradation militaire de Georges Graby et Henri Michel, les meurtriers de Madame Goüin dans l'affaire du wagon sanglant, a lieu dans la cour de la caserne des Tourelles.

### Seconde Guerre mondiale
Au début de la Seconde Guerre mondiale, la caserne des Tourelles abrite des régiments d'infanterie coloniale.
Au début de l'Occupation, elle est partagée entre les autorités françaises et l'armée d'occupation, et sert à interner les « indésirables étrangers » (réfugiés, Juifs, apatrides...). En octobre 1940, elle devient, sur décision de la préfecture de police, un camp d'internement. Des Français y sont internés à partir de début juillet 1941, avec l'ouverture d'une section pour les communistes. 
Le camp des Tourelles est l'un des principaux lieux de détentions parisiens des femmes juives, le camp de Drancy étant réservé aux hommes jusqu'à la rafle du Vél'd'Hiv (mi-juillet 1942).

Le bâtiment A, sert de lieu d'hébergement à un détachement de la Wehrmacht ainsi que de lieu d'accueil pour les réfugiés de retour d'exode. Plus tard, un bureau de placement de la main d'œuvre en Allemagne s'y installe. Ce bâtiment sert également d'entrepôt pour les colis destinés aux prisonniers de guerre.
 
Le bâtiment B, devient, à partir du 20 juin 1942, un centre d'internement administratif et de séjour surveillé pour les Aryens amis des Juifs, des anonymes solidaires de la condition de la population juive et opposants à leurs persécutions qui sont soumis au port de l'étoile jaune avec l'inscription « Amis des Juifs ».
.
 
Le bâtiment C, est un centre de rassemblement des étrangers comme les républicains espagnols, et des politiques, puis des réfractaires au STO et une annexe des prisons de Fresnes et de la Santé.
Le camp est libéré le 17 août 1944. Près de 8 000 personnes y ont été enfermées entre octobre 1940 et août 1944.

### Après guerre
Après 1945, la caserne abrite le Service de documentation extérieure et de contre-espionnage (SDECE) qui devient la direction générale de la Sécurité extérieure en 1982.
La DGSE y collecte de volumineuses données provenant du renseignement d'origine électromagnétique, compressées et conservées en trois niveaux de sous-sols de la caserne. 
Elle reçoit le surnom de « la Piscine » du fait de la proximité de la piscine des Tourelles.
En 1997, la DGSE étend son siège grâce à la caserne Mortier, située de l'autre côté du boulevard, qui lui est affectée.
Le 6 mai 2021, le président de la République, Emmanuel Macron, annonce que le déplacement du siège de la DGSE vers le fort de Vincennes, envisagé depuis 1992, doit avoir lieu en 2028.

## Littérature
- Patrick Modiano évoque la caserne des Tourelles, dans son livre Dora Bruder, comme lieu d'internement en 1942 de cette adolescente juive[4].

## Hommages

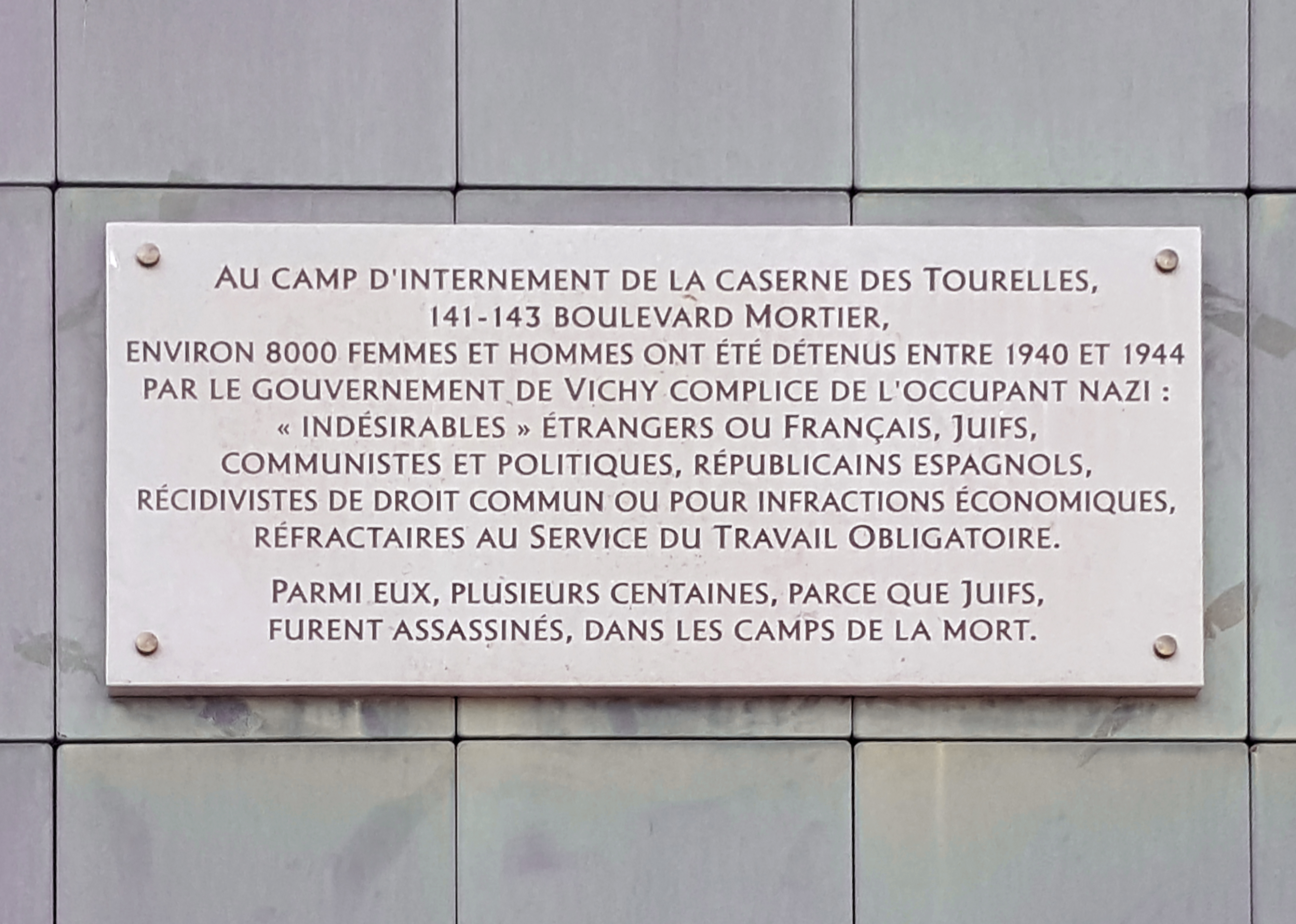
Plaque commémorative.

Le 14 mai 2018, à l'occasion du 77e anniversaire de la rafle du billet vert, la Ville de Paris a dévoilé une plaque commémorative à la mémoire des populations internées dans l'ancienne caserne des Tourelles entre 1940 et 1944. La plaque mémorielle est apposée au 163, boulevard Mortier, dans le 20e arrondissement.

## Pour approfondir